# Онавей (Айдахо)
Онавей (англ. Onaway) — місто в окрузі Лейта, штат Айдахо, США. Згідно з переписом 2010 року населення становило 187 осіб, що на 43 особи менше, ніж 2000 року.

## Географія
Онавей розташований за координатами 46°55′42″ пн. ш. 116°53′22″ зх. д. / 46.92833° пн. ш. 116.88944° зх. д. (46.928216, -116.889461).  За даними Бюро перепису населення США в 2010 році місто мало площу 0,39 км², уся площа — суходіл.

## Демографія

### Перепис 2010 року
За даними перепису 2010 року, у місті проживало 187 осіб у 85 домогосподарствах у складі 63 родин. Густота населення становила 481,4 ос./км². Було 90 помешкань, середня густота яких становила 231,7/км². Расовий склад міста: 100,0 % білих. Іспанці та латиноамериканці незалежно від раси становили 1,1 % населення.
Із 85 домогосподарств 24,7 % мали дітей віком до 18 років, які жили з батьками; 56,5 % були подружжями, які жили разом; 12,9 % мали господиню без чоловіка; 4,7 % мали господаря без дружини і 25,9 % не були родинами. 22,4 % домогосподарств складалися з однієї особи, у тому числі 7,1 % віком 65 і більше років. У середньому на домогосподарство припадало 2,20 мешканця, а середній розмір родини становив 2,49 особи.
Середній вік жителів міста становив 48,8 року. Із них 17,1 % були віком до 18 років; 4,3 % — від 18 до 24; 25,7 % від 25 до 44; 32,1 % від 45 до 64 і 20,9 % — 65 років або старші. Статевий склад населення: 51,9 % — чоловіки і 48,1 % — жінки.
Середній дохід на одне домашнє господарство  становив 49 930 доларів США (медіана — 44 375), а середній дохід на одну сім'ю — 63 337 доларів (медіана — 57 083). Медіана доходів становила 36 667 доларів для чоловіків та 21 964 долари для жінок. За межею бідності перебувало 16,8 % осіб, у тому числі 16,0 % дітей у віці до 18 років та 4,7 % осіб у віці 65 років та старших.
Цивільне працевлаштоване населення становило 79 осіб. Основні галузі зайнятості: роздрібна торгівля — 31,6 %, освіта, охорона здоров'я та соціальна допомога — 19,0 %, транспорт — 11,4 %, будівництво — 8,9 %.

### Перепис 2000 року
Згідно з переписом 2000 року, у місті проживало 230 осіб у 83 домогосподарствах у складі 63 родин. Густота населення становила 592,0 ос./км². Було 86 помешкань, середня густота яких становила 221,4/км². Расовий склад міста: 94,78 % білих, 0,43 % індіанців, 0,43 % азіатів і 4,35 % людей, які зараховують себе до двох або більше рас. Іспанці та латиноамериканці незалежно від раси становили 3,48 % населення.
Із 83 домогосподарств 37,3 % мали дітей віком до 18 років, які жили з батьками; 65,1 % були подружжями, які жили разом; 7,2 % мали господиню без чоловіка, і 22,9 % не були родинами. 15,7 % домогосподарств складалися з однієї особи, у тому числі 8,4 % віком 65 і більше років. У середньому на домогосподарство припадало 2,77 мешканця, а середній розмір родини становив 3,06 особи. Віковий склад населення: 29,6 % віком до 18 років, 7,0 % від 18 до 24, 27,0 % від 25 до 44, 26,5 % від 45 до 64 і 10,0 % років і старші. Середній вік жителів — 35 років. Статевий склад населення: 49,6 % — чоловіки і 50,4 % — жінки.
Середній дохід домогосподарств у місті становив $39 821, родин — $44 464. Середній дохід чоловіків становив $35 357 проти $23 000 у жінок. Дохід на душу населення в місті був $15 211. Приблизно 6,0 % родин і 9,4 % населення перебували за межею бідності, включаючи 10,8 % віком до 18 років і 29,4 % від 65 і старших.